# Emil Holub
Emil Holub, né le 7 octobre 1847 à Holice et mort le 21 février 1902 à Vienne (Autriche), est un médecin, cartographe, ethnologue et explorateur de l'Afrique.
Originaire du royaume de Bohême, il était sujet de l'Empire austro-hongrois.